# Mike Jones
För motorcykelföraren med samma namn, se Mike Jones (roadracingförare).
Mike Jones, född 6 januari 1981 i Houston, Texas, är en amerikansk rappare.
Mike Jones rappar inom den av DJ Screw skapade genren Screw och på han första stora album, Who is Mike Jones? samarbetar han med många av genrens största artister. Albumet sålde dubbelt platinum 2005.
Han har även släppt albumen/mixtapes:
- Ballin' Underground
- Runnin' Da Game
- First Round Draft Piece
- Major Without A Major Deal

Mike Jones har blivit känd för att i flera av sina låtar skrika ut sitt namn. I många låtar återfinns fraserna "Who is Mike Jones?", "Who? Mike Jones!" och "Mike Jones!". Han är också känd för att i låtarna säga sitt telefonnummer (281-330-8004) och uppmana lyssnarna att ringa upp honom på hans Motorolatelefon. Han säger ofta efter en mening "you know what I'm saying". 